# Sarcanes de Magnésia
Sarcanes (em grego medieval: Σαρχάνης; romaniz.: Sarchánes), Sarcano (em latim: Sarcano; em turco: Saruhan; morte em 1346) foi um bei turco de Magnésia (atual Manisa). Iniciou sua carreira como comandante do sultão Maçude II (r. 1303–1307). Em 1313, ocupou Tiatira (atual Akhisar) e fundou um beilhique na região tomada, sob a qual governou de forma independente e hereditária. Em algum momento em 1336, formou uma aliança com o imperador Andrônico III (r. 1328–1341), e ajudou-o militarmente em dois cercos contra a República de Gênova, em Mitilene e Foceia. Em 1341, no entanto, atacou Constantinopla com uma frota, mas foi repelido à região em torno do Quersoneso. Morreu em 1346 e foi sucedido por seu filho Facrudim Ilias (r. 1346–1368).